# The Viletones
The Viletones war eine kanadische Punkband. Die Band war eine der ersten Punkbands aus Toronto und war mit einer kurzen Pause von 1977 bis 1998 aktiv. Seitdem tritt sie mit Sänger Steven Leckie als einziger Konstante sporadisch live auf.

## Geschichte
The Viletones wurden 1977 von Sänger und Songschreiber Steven „Nazi Dog“ Leckie, Gitarrist Frederick „Freddie Pompeii“ DePasquale, Bassist „Jackie Death“ und Schlagzeuger Mike „Motor X“ Anderson gegründet, nachdem Leckie im Dezember 1976 über eine Anzeige im Toronto Star Mitmusiker gesucht hatte. Schon zur Zeit der ersten Bandproben trugen Leckie, Anderson und „Jackie Death“ Lederjacken mit großen „Viletones“-Aufdrucken und besuchten zahlreiche Konzerte und Rockbars, wo sie durch rüpelhaftes Verhalten auffielen. Dadurch verschaffte sich die Band bereits einen signifikanten Bekanntheitsgrad, bevor sie irgendwo aufgetreten war oder gar etwas veröffentlicht hatte. Sie waren in Toronto die zweite Punkband nach The Diodes. Wenige Tage, bevor The Viletones für ein erstes Konzert gebucht wurden, verließ DePasquale die Band im Streit, kehrte aber wenige Tage später zurück. Der erste Auftritt im Mai 1977 (im Colonial Underground, dem Keller des historischen Torontoer Jazzclubs Colonial Tavern) war ausverkauft; in der Folge spielte die Band dort dreimal wöchentlich. Bereits einen Monat nach ihrem ersten lokalen Auftritt spielten The Viletones zusammen mit Teenage Head im New Yorker Club CBGB. Sänger Leckie war bekannt für eine damals aufsehenerregende Bühnenshow, so zerschlug er Flaschen, um sich mit den Scherben die Arme aufzuritzen. Nach kurzer Zeit wurde Bassist Jackie Death wegen Unzuverlässigkeit entlassen und durch den durch die Pop-Punk-Band Zoom musikalisch vorgebildeten Christopher „Chris Hate“ Paputts ersetzt.
Zwischen 1977 und 1978 veröffentlichte die Band in dieser Besetzung eine EP (Screamin Fist, 1977), ein Livealbum (Live at Max's, 1977) sowie eine weitere EP (Look Back in Anger, 1978). Die ersten Aufnahmen musste die Band noch selbst finanzieren. Mit Sam Ferrara stieß ein zweiter Gitarrist zu den Viletones. Die Band hatte zu dieser Zeit mit ihrem Image zu kämpfen. Wie diverse andere US-Punkbands nutzte sie gelegentlich Nazisymbolik zur Provokation der Öffentlichkeit. Nachdem allerdings Titel wie Swastika Girl und Heinrich Himmler Was My Dad in das Liveprogramm aufgenommen wurden, zog die Band sich den Zorn der Jewish Defense League zu. Nach mehreren angeblichen Bombendrohungen sah sich Sänger Leckie zu einem öffentlichen Dementi in der Toronto Sun genötigt. Im selben Jahr war die Band im Dokumentarfilm The Last Pogo über die Punkszene in Toronto vertreten. Wenig später verließen DePasquale, Paputts und Anderson aus ungeklärten Gründen die Band und gründeten zusammen mit John Hamilton von The Diodes die Punkband The Secrets.
Sänger Leckie stellte ein neues Line-up zusammen. Ein Konzert im CBGB im April 1981 wurde in der Comedy-Fernsehshow Second City Television, die auf dem kanadischen Sender CBC und dem US-amerikanischen Sender NBC ausgestrahlt wurde, besprochen. 1983 veröffentlichten The Viletones ein weiteres Livealbum, Saturday Night Sunday Morning. Die Band tourte regelmäßig, wobei sich das Line-up beständig änderte und lediglich Leckie als Konstante blieb. 1994 wurde mit A Taste of Honey ein Kompilationsalbum mit Aufnahmen aus dem Jahr 1977 veröffentlicht. 1998 folgte What It Feels Like To Kill, „in technischer Hinsicht ein Leckie-Soloalbum“ mit drei neuen Stücken, primär aber alten Live- und Demoaufnahmen. Wenig später beendete Leckie seine Musikkarriere und damit auch die Viletones. Er tritt sporadisch mit wechselnden Musikern als „The Viletones“ auf.
Leckie betrieb in den späten 1990er-Jahren eine Kunstgalerie in Toronto. Mike „Motor X“ Anderson verstarb 2012. Frederick „Freddie Pompeii“ DePasquale verstarb 2017 im Alter von 70 Jahren an Lungenkrebs.

## Stil und Rezeption
Vor der ersten Trennung war die Band dem Punk zuzuordnen. Mit dem zweiten Line-up (ab 1978) wandelte sich die Musik in Richtung Rockabilly – nach dem Tod von Sid Vicious war Steve Leckie der Ansicht, dass sich Punk überlebt habe.
Allmusic bezeichnet die Musik der Band als „Alternative Rock mit etwas Punk“. Der Musiksammler und Labelchef Burkhard Järisch definiert den Musikstil der Viletones als Kombination eines minimalistischen Punk Rocks à la Ramones, Garage Rock im Stile der Stooges und dem rauheren Sound der Punk-/Hardcore-Kompilationsreihe Killed by Death. Die zweite Single Look Back in Anger enthalte zusätzlich Bluesrock- und Hard-Rock-Elemente.
Das Torontoer Stadtmagazin Now assoziierte die Band mit „Gang-Mentalität“ und Ausschreitungen während ihrer Konzerte und bezeichnete die Viletones als „Torontos berüchtigste Punkband“. Der Musikkritiker Lester Bangs bezeichnete die Viletones als „beste Punkband aller Zeiten“. Der Journalist Sam Sutherland wertete, Steven Leckie habe in den 1970er-Jahren die Punkszene Torontos „dominiert“. Die Viletones seien eine lokale Legende, deren heutiger Status allerdings ihre Performance in den 1970er-Jahren übertreffe. Die Musik der Band sei minimalistisch gewesen; wo der Punkszene unterstellt worden wäre, mit drei Akkorden auszukommen, hätten den Viletones zwei gereicht.

### Auszeichnungen
Das US-Magazin Spin listete die Single Screamin’ Fist 2007 als eine der „20 best punk singles of 1977“.

## Diskografie
- 1977: Screamin Fist (EP, Vile Records)
- 1978: Look Back In Anger (EP, Razor Records)
- 1983: Saturday Night Sunday Morning (Topaz)
- 1994: A Taste of Honey (Kompilationsalbum, Other Peoples Music)
- 1995: Nailed (EP, Fleurs du Mal)
- 1998: What It Feels Like To Kill (Fleurs du Mal)
- 2013: Auschwitz Jerk (EP, posthum, Distortions Records)